# Corallinaceae
Le Corallinaceae sono una famiglia di alghe rosse. I caratteri diagnostici per la determinazione delle Corallinaceae si effettua osservando al microscopio le cellule che costituiscono il tallo. Quest'ultimo si distingue in ipotallo e peritallo, all'interno del quale sono localizzati i conceptacoli e gli organi riproduttori. 
Le alghe corallinaceae possono essere sia di tipo incrostante che erette.

## Tassonomia
Comprende i seguenti generi:
- Sottofamiglia Amphiroideae
  - Genere Amphiroa J.V. Lamouroux, 1812
  - Genere Lithothrix J.E. Gray, 1867
- Sottofamiglia Corallinoideae
  - Genere Alatocladia (Yendo) Johansen, 1969
  - Genere Arthrocardia Decaisne, 1842
  - Genere Bossiella P.C. Silva, 1957
  - Genere Calliarthron Manza, 1937
  - Genere Cheilosporum (Decaisne) Zanardini, 1844
  - Genere Chiharaea Johansen, 1966
  - Genere Corallina Linnaeus, 1758
  - Genere Haliptilon (Decaisne) Lindley, 1846
  - Genere Jania J.V. Lamouroux, 1812
  - Genere Marginisporum (Yendo) Ganesan, 1968
  - Genere Pachyarthron Manza, 1937
  - Genere Rhizolamiella Shevejko, 1982
  - Genere Serraticardia (Yendo) P.C. Silva, 1957
  - Genere Yamadaia Segawa, 1955
- Sottofamiglia Lithophylloideae
  - Genere Crodelia Heydrich, 1911
  - Genere Ezo Adey, Masaki & Akioka, 1974
  - Genere Lithophyllum Philippi, 1837
  - Genere Paulsilvella Woelkerling, Sartoni & Boddi, 2002
  - Genere Titanoderma Nägeli in Nägeli & Cramer, 1858
- Sottofamiglia Mastophoroideae
  - Genere Hydrolithon Foslie, 1909
  - Genere Lesueuria Woelkerling & Ducker, 1987
  - Genere Mastophora Decaisne, 1842
  - Genere Metamastophora Setchell, 1943
  - Genere Neogoniolithon Setchell & Mason, 1943
  - Genere Paraspora Heydrich, 1900
  - Genere Pneophyllum Kützing, 1843
  - Genere Spongites Kützing, 1841
- SottofamigliaMetagoniolithoideae
  - Genere Metagoniolithon Weber-van Bosse, 1904
- Incertae sedis
  - Genere Archaeolithothamnion Foslie, 1898
  - Genere Archaeolithothamnium Rothpletz, 1891
  - Genere Dermatolithon Foslie, 1898
  - Genere Fosliella M.A. Howe, 1920
  - Genere Heteroderma Foslie, 1909
  - Genere Litholepis
  - Genere Lithoporella (Foslie) Foslie, 1909
  - Genere Masakia Kloszcova, 1987
  - Genere Masakiella Guiry & Selivanova, 2007
  - Genere Multisiphonia R. C. Tsao & Y. Z. Liang, 1974
  - Genere Paracolonnella Y.Z. Liang & R.C. Tsao, 1974
  - Genere Paraconophyton Y.Z. Liang & R.C. Tsao, 1974
  - Genere Porolithon Foslie, 1909
  - Genere Pseudogymnosolen Y.Z. Liang & R.C. Tsao, 1974
  - Genere Pseudolithophyllum Marie Lemoine, 1913